# Григориј Лепс
Григориј Викторович Лепсверидзе (рус. Григорий Викторович Лепсверидзе; 16. јул 1962, Сочи) је руски певач, композитор и продуцент грузијског порекла, познат је као Григориј Лепс.

## Биографија

### Ране године (1962—1992)
Григориј Лепс је рођен 16. јула 1962. године у Сочију. Његов отац Виктор Антонович радио је у фабрици меса а мајка у пекари.
Студирао је у школи бр. 7 у Сочију. Није имао много успеха у својим студијама, учитељ га је називао проклети губитник. Од детињства се бави фудбалом и музиком. Наступао је у школском бенду.
Са 14 година уписао се у музичку школу, дипломирао је у класи удараљки. После војног рока у Хабаровску певао је у ресторанима у Сочију и наступао у рок групама. Касних 80-их био је солиста групе Индекс-398.
Почетком 90-их Григориј је певао у ресторану 1.3.7 у Сочинском хотелу Жемчужина(рус. Бисер). Сав новац је трошио на казино, алкохол и жене. У то време је зарађивао преко 150 рубаља за вече.

### Почетак каријере (1992—1999)
Са 30 година преселио се у Москву. Многи познати музичари као што су Александр Кальянов, Олег Газманов, Михаил Шуфутинский, Александр Розенбаум саветовали су га да се пресели у главни град да би изградио каријеру.
1994. почео је снимање свог првог албума Храни Вас Бог, албум је снимљен 1995. године, песма Натали стекла је брзо популарност. Лепсу се због интензивних проба и концерата као и због година алкохолизма које су оставиле последице на његов организам здравље погоршало. Лекари нису били сигурни да ли ће преживети, успео је да се опорави и здравље му се побољшало. Када су га отпуштали из болнице доктори су му рекли да би један кап алкохола за њега могла бити кобна. Од тада Лепс не пије. Није могао да наступи у Москви на фестивалу Песма године-95 (рус. Песни года-95). У том периоду Григориј је смршао 35 кг.
1997. Лепс је снимио свој други албум Цео живот (рус. Целая жизнь). Наступио је на фестивалу Песма године-97 (рус. Песни года-97) са песмом Мој разум (рус. Раздумья мои).
1998. Александр Кальянов је направио концерт савремених аутора, Лепс је учествовао и стекао још већу славу песмом Једро (рус. Парус).
У сарадњи са Александром Солохой Лепс је снимио и спотове за песме Разум мој (рус. Раздумья мои), Први рођендан (рус. Первый День Рождения), Рат љубоморе (рус. Крыса-ревность).

### Пут на велику сцену (2000—2006)
2000. године је снимио свој трећи албум под насловом Хвала људи (рус. Спасибо, люди), након тога је извео нову верзију песме Давида Тухманова Чисте баре.
Исте године је упознао своју будућу жену Ану која је због операције гласних жица престала да пева.
2001. годину је обележило неколико Григоријевих великих концерата у концертној дворани Русија
У априлу 2002. Григориј је у Кремљу добио награду Шансона године у катеогирији Свој пут (рус. Свой путь) за композицију Танго сломљених срца (рус. Танго разбитых сердец). Исте године издао је свој четврти албум На жицама кише (рус. На струнах дождя) албум су чиниле песме: Чашица вотке на столу (рус. Рюмка водки на столе), Танго сломљених срца (рус. Танго разбитых сердец), Верујем да ћу чекати (рус. Я верю, я дождусь), На жицама кише (рус. На струнах дождя), дует са Ирином Аллегровойом Анђео сутра(написано 1996. године) (рус. Ангел завтрашнего дня) и друге. Албум је настао у сарадњи са продуцентом и композитором Евгением Кобилјанским у његовом студију Studiuo S.
30. јуна 2002 на фестивалу МК на стадиону Лужники и 16. и 17. фебруара 2003. у концертној дворани Русија одржана је презентација албума. Албум је имао велики успех, Лепс постаје један од најпопуларнијих музичара у Русији. За песме Чашица вотке на столу и Верујем да ћу чекати снимљени су спотови.
2004. Је изашао албум Једро(рус. Парус) и DVD Парус Live. Исте године одржао је концерт Парус Live у Кремљу. Лепс је 2004. добио последњу награду Шансона године у категорији Нови звук (рус. Новое звучание).
У пролеће 2005. у концертној дворани Русија обележио је 10 година на на музичкој сцени, наступио је са програмом 10 најбољих година (рус. 10 лучших лет) и објавио збирку песама 10 најбољих која је садржала 10 Григоријевих песама које су имале највећи успех као и оригиналну верзију песме Чисте баре.
Исте године је прекинуо сарадњу са Евгением Кобилјанским.

### 2006—2009 Нова фаза стваралаштва
У мају 2006. издао је шести албум Лавиринт (рус. Лабиринт) које се састоји од 9 песама међу којима је била и песма Мећава (рус. Вьюга) наступ на ком је певана ова песма и који је изведен уз учешће Виртуоза Москве (рус. Виртуозов Москвы) и Владимира Спивакова пренеле су многе телевизије. За песме Вьюга и Она снимљени су спотови. Презентација албума одржана је 26. и 27. маја. У октобру је први пут одржао 3 концерта у САД. 1.новембра учествовао је на годишњем фестивалу Шансон са песмом Она.
Новембра 2006. излази Григоријев седми албум У центру Земље (рус. В центре Земли) 16. новембра одржана је презентација албума.
2007. године уз подршку Радио Шансон снимио је и издао други по реду албум Владимира Висоцког. Албум је чинило 9 песама међу којима су: Рајске јабуке (рус. Райские яблоки), Балада о борби (рус. Балада о борьбе) и друге. 
22. новембра у Кремљу одржана је презентација албума.
2008. у Новогодишњем програму Две звезде (рус. Две звезды) премијерно је извео песму Гоп-стоп са Александром Розенбаумом и дует Она није твоја са Станиславом Пјехом. 16. фебруара Григориј и Пјех су наступили на креативној вечери.
31. августа учествовао је у затврању конкурса младих извођача Пет звездица (рус. Пять звёзд) где је извео соло верзију песме Она није твоја.
9. новембра 2008. хитно је одведен у болницу на интензивну негу где је лекар константовао унутрашње крварење и чир.
10. новембра је пребачен у једну московску клинику. Две недеље касније је озпуштен из болнице. 29. новембра је добио награду Златни грамофон за дует Она није твоја са Станиславом Пјехом. 
1. децембра је одржао солистички концерт у Санкт Петербургу, дан касније је добио награду Рекорд за најпродаванију књигу Цео мој живот
Исте године учествовао је трећој сезони шоа Две звезде.
Те године је одржао 3 концерта на којима је укупно било 15.000 људи.
У марту 2009. примљен је у болницу са дијагнозом акутни бронхитис.
5. јуна 2009. Григориј Лепс и Станислав Пјех добили су награду за најбољи дует године за песму Она није твоја.
12. октобра 2009. изашао је албум Водопад који је садржао 16 композиција као што су: дует са Станиславом Пјехом Она није твоја (рус. Она не твоя), Не волим те (рус. Я тебя не люблю), Шта може човек (рус. Что може человек) и друге. У 2010.-ој години продато је 41 159 примерака албума.
28. новембра 2009. Лепс је добио награду Златни грамофон за пемсу Не волим те (рус. Я тебя не люблю).

### 2010-данас
2010
У јануару 2010. Лепс је одржао два концерта у Уједињеним Арпаским Емиратима у хотелу Бурџ ел Араб у Дубаиjу. Упркос високим ценама карата (једна је коштала $150) на концерту је било преко хиљаду људи. Исте године је објавио свој трећи албум највећих хитова Берега. Избранное (Плажа. Омиљено).
2011
3. фебруара отворен је караоке клуб Лепс. 16. марта је његов десети студијски албум под називом Пенсне изашао у продају у Русији. Презентација албума је одржана 23, 25, 26. фебруара и 7. марта у московској концертној доврани Crocus City Hall као и 1. и 3. марта у дворани Октябрьский. У мају Лепс је био гост на Првом каналу у емисији У ово доба ноћи где је био приказан интервју са певачем. У јуну је Григориј почео снимање новог албума са Александром Розенбаумом. 31. октобра је приказан спот за песму Вече за пиће(рус. Вечерняя застольная).
18. октобра 2011. Председник Русије Дмитриј Медведев прогласио је Лепса за заслужног уметника Руске Федерације али се церемонија одржала тек 22. фебруара 2013. у Кремљу.
5. новембра Лепс је учествовао на јубиларном концерту Олега Газманова са песмом Зором(рус. На заре), 19 дана касније био је гост на концерту Диме Билана.
16. и 17. децембра Лепс и Розенбаум су одржали велики заједнички концерт.
2012
26. августа 2012. Григориј је одржао концерт у Рјазању на отварању трговинског центра ком је присуствовало око 10.000 људи. 29. септембра добио је награду руске телевизије (РУ.ТВ) у категорији најбољи уметник године.
13. новембра премијерно је приказан спот за песму Лондон истог дана је спот постављен на Јутјуб и за један дан је имао 100.000 прегледа.
1. децембра је за песму Водопад (рус. Водопадом) добио награду златни грамофон.
2013
12. фебруара 2013. године Измајловскиј суд града Москве наложио је да Жуте новине (рус. Жёлтую газету) исплати Лепсу 100.000 рубаља због објављивања фотографија које су у супротности са његовим правима.
6. марта у Лондону Григориј је одржао концерт у Royal Albert Hall.
У априлу добио је награде: Уметник године, Албум године, Концерт године. 25. маја добио је награде у категоријама Најбоља песма и Најбољи дует године од тлеевизије RU.TV.
13. јула представљен је његов спот са Аном Лорак за песму Огледала (рус. Зеркала), ова песма је премијерно изведена 18. септембра.
7. децембра на фестивалу Песма године 2013 (рус. Песня года 2013) Григориј је добио награду Певач године
2014
У фебруару 2014. представљен је спот за песму Господе дај ми снаге (рус. Господи, дай мне сил). Дванаести студијски албум је издат 4. марта под називом Амерички гангстер бр. 1 (рус. Гангстер № 1).
У ноћи 3. маја Григориј и његов тим су били присиљени да откажу 3 наступа у Источној Украјини, 2 у Доњецку и 1 у Маријупољу због лоше ситуације у земљи.
27. маја у Монте Карлу Лепсу и Тиматију је уручена награда World Music Awards за најпродаваније руске уметнике.
31. маја је добио награду RU.TV 2014. у категоријама Најбољи дует и Најбољи певач 
29. новембра На церемонији Златни грамофон Григоприј је добио две награде за песме Огледала(рус. Зеркала) и Ако желиш иди (рус. Если хочешь уходи).
2015
Априла 2015. изашао је ремикс спота Лондон. У јулу исте године одржао је концерт.
У септембру 2015. Григориј постаје члан жирија шоу програм Глас (рус. Голос) са Палином Гагарином, Александром Градским и репером Баста.
Учесник монах Фотије чији је Григориј био ментор је победио у 4. сезони.
2016
У марту је одржао концерт, са Сергејом Лазаревим и Емином Агаларовим је отпевао песму Жене ме воле (рус. Я нравлюсь женщинам).
У јуну је са Аном Лорак победио на Премии МУЗ-ТВ са песмом Уходи по английски за најбољи дует.
9. и 10. јула је учествовао на фестивалу Жара у Бакуу у Азербејџану.
2016. је поново почео жирирање у шоу Глас (рус. Голос)

## Бизнис
Ресторан Ginza Project отворио је у Москви караоке бар Leps bar у ком је и Григориј имао удео и често наступао.
16. новембра 2013. у Кијеву је отворен караоке-ресторан GLeps (ресторан је затворен када је почео ратни сукоб у Украјини). Григроиј је отворио оптичарску радњу Лепс оптика.
По истраживању америчког часописа Forbes Лепс је 2011. зарадио $15 милиона.

### Изјаве о односима са мафијом
31. октобра 2013. министарство финансија САД оптужило је Лепса за умешаност са постсовјетском мафијом и поставила га на црну листу. Као резултат тога Лепсу је забрање улазак у САД а држављанима ове државе је занрањено да сарађују са певачем, Григоријева новчана средства у овој држави су замрзнута. Познати певач је на ово одговорио иронијом назвавши свој нови албум Амерички гангстер број 1. Руско министарство спољних послова издало је званичну изјаву поводом овог догађаја оптуживши америчку владу да крши основни принцип претпоставке невиности. Из кремља је јавност обавештена да ће председников портпарол Дмитриј Песков пратити овај догађај.

## Доброчинства
16. јула 2013. у Москви за свој 51. рођендан Григориј је скупио око 7000 пријатеља, гостију и колега из шоу бизниса. Средства која су скупљена од продаја улазница за његов хуманитарни концерт донирана су Балашихском онколошком центру.

## Политика
- 2012. Лепс је глумио у предизборној ТВ кампањи под називом Зашто сам гласао за Путина
- 23. фебруара 2012. под називом Штитите земљу одржан је митинх подршке кандидату за председника Руске Федерације Владимиру Владимировичу Путину. Григориј је на овом скупу отпевао песме Хвала децо и Најбољи дан. 7. маја присуствовао је инаугурацији Владимира Путина.
- У јесен 2013. учествовао је на концерту подршке новом градоначелнику Москве Сергеју Собјањину и певао песму Лондон
- Августа 2015. служба безбедности Украјине поставила је Лепса на списак уметника који угрожавају безбедност те државе.